# Jack Kenny
Jack Kenny (Chicago, 9 marzo 1958) è un attore, scrittore e produttore televisivo statunitense.

## Biografia

### Vita privata
È figlio di Sally (Cheviak) Kenny e John Joseph Jr., un responsabile commerciale dell'IBM.
È stato a lungo fidanzato con Michael Goodell, figlio del defunto Charles Goodell senatore degli Stati Uniti. La coppia si è sposata legalmente in California nel luglio 2008.
Sua sorella, Adele Kenny Sweetwood, è vicepresidente del SAS Institute situato nella Carolina del Nord.

### Educazione
Si è laureato alla Juilliard School Theatre Center (1978-1982)  dove nel 1982 ha avuto come compagni di classe Megan Gallagher, Penny Johnson Jerald, Jack Stehlin, and Lorraine Toussaint.

## Carriera
Dopo essersi laureato, diventa un membro della compagnia teatrale fondata da John Houseman.
Il suo debutto a New York è stato nella commedia The Normal Heart svoltasi al Joseph Papp's Public Theater, mentre il suo debutto a Broadway fu come "Motel, il sarto" nel 25º anniversario della produzione de Il violinista sul tetto.
Partecipa alla co-creazione della serie televisiva comica Titus (trasmessa dalla Fox Network dal 2000 al 2002) con i testi di Brian Hargrove e Christopher Titus come attore.
Nel 2008 creò lo show Il libro di Daniel trasmesso dalla NBC che fu cancellato dopo la messa in onda del quarto episodio.
Sebbene la NBC non abbia rilasciato una giustificazione ufficiale in merito, la colpa sarebbe dovuta alla forte critica fatta dall'Associazione Famiglia Americana (AFA) che reputava lo show anti cristiano.

## Filmografia

### Regista
- Warehouse 13 - serie TV, episodi 2x13-3x13 (2010-2011)
- Group - film TV (2009)
- Roommates - serie TV, 8 episodi (2009)
- Reba - serie TV, 5 episodi (2002-2005)
- Norman Rockwell Is Bleeding - film TV (2004)
- Joint Custody - serie TV, episodi sconosciuti (2004)
- Titus - serie TV, 8 episodi (2000-2002)

### Sceneggiatore
- Warehouse 13 - serie TV, 7 episodi (2009-2012)
- In Case of Emergency - serie TV, episodio 1x06 (2007)
- The Book of Daniel - serie TV, episodi 1x01-1x02-1x08 (2006)
- Wanda at Large - serie TV, episodi 2x02-2x03 (2003)
- Titus - serie TV, 54 episodi (2000-2002)
- Holding the Baby - serie TV, episodi sconosciuti
- Caroline in the City - serie TV, 6 episodi, (1996-1998)
- Dave's World - serie TV, 6 episodi (1994-1996)
- Il mondo segreto di Alex Mack (The Secret World of Alex Mack) - serie TV, episodi 1x03-2x05 (1994-1995)
- Square One TV - serie TV, episodi sconosciuti (1987)

### Attore
- Roommates - serie TV, episodi 1x12-1x13 (2009)
- Meet Market, regia di Charlie Loventhal (2008)
- Titus - serie TV, episodi 3x08-3x11-3x21 (2002)
- Then Came You - serie TV, episodi 1x01-1x03 (2000)
- A casa per natale (I'll Be Home for Christmas), regia di Arlene Sanford (1998)
- Union Square, serie TV, episodio 1x05 (1997)
- Caroline in the City, serie TV, episodi 1x03-2x12(1995-1997)
- Can't Hurry Love, serie TV, episodio 1x01 (1995)
- Evolver - Un amico pericoloso, regia di Mark Rosman (1995)
- Il mondo segreto di Alex Mack (The Secret World of Alex Mack), serie TV, episodio 1x03 (1994)
- Mr. Write, regia di Charlie Loventhal (1994)
- La famiglia Bowman (The Good Life), serie TV, episodio 1x07 (1994)
- Blossom - Le avventure di una teenager, serie TV, episodio 4x09 (1993)
- Cartoline dal Vietnam (Message from Nam), regia di Paul Wendkos - film TV (1993)
- Precious Victims, regia di Peter Levin - film TV (1993)
- The John Larroquette Show, serie TV, episodio 1x04 (1993)
- Il grande gelo (And the Band Played On), regia di Roger Spottiswoode - film TV (1993)
- Ma che ti passa per la testa? (Herman's Head), serie TV, episodi 1x21-2x23 (1992-1993)
- Sposati con figli (Married... with Children), serie TV - episodio 7x16 (1993)
- Cin cin (Cheers), serie TV - episodio 11x05 (1992)
- Innamorati pazzi (Mad About You), serie TV - episodio 1x04 (1992)
- La famiglia Brock (Picket Fences), serie TV - episodio 1x01 (1992)
- Getting Up and Going Home, regia di Steven Schachter - film TV (1992)
- Murphy Brown, serie TV - episodio 4x23 (1992)
- Sibs, serie TV - episodio 1x14 (1992)
- Miami Vice, serie TV - episodio 4x11 (1988)

### Produttore
- Warehouse 13 - serie TV, 26 episodi - produttore esecutivo (2009-2011)
- Group, film TV - produttore esecutivo (2009)
- In Case of Emergency - serie TV, 11 episodi - produttore consulente (2007)
- The Book of Daniel - serie TV, 8 episodi - produttore esecutivo (2006)
- Wanda at Large - serie TV, episodi sconosciuti - produttore esecutivo (2003)
- Titus - serie TV, 54 episodi - produttore esecutivo (2000-2002)
- Holding the Baby - serie TV, episodi sconosciuti - supervisione alla produzione (1998)
- Maggie - serie TV, episodi sconosciuti - supervisione alla produzione (1998)
- Caroline in the City - serie TV, 27 episodi - produttore (1996-1998), 22 episodi - coproduttore (1996-1997)

### Compositore
- Titus - compositore del tema musicale principale - 46 episodi (2000-2002)
- Titus - compositore brano principale - 5 episodi (2000)
- Titus - compositore tema musicale - 2 episodi (2000)